# Spitzmauer
Die Spitzmauer ist mit einer Höhe von 2446 m ü. A. der zweithöchste Berg im Toten Gebirge in Oberösterreich. Die rund 800 Meter hohe Ostwand aus gebanktem Dachsteinkalk verleiht dem Berg von dieser Seite einen formschönen und das Stodertal beherrschenden Gipfelaufbau.

## Touristische Erschließung
Die erste bekannte touristische Ersteigung erfolgte am 23. Juli 1858 durch den Wiener Botaniker Karl Stoitzner und den Schullehrer H. Langeder mit dem Führer Matthias Hotz, vulgo Haarschlager. Der erste Durchstieg durch die Ostwand wurde 1906 von Robert Damberger und Hans Kirchmaier gefunden.

## Anstiege
Der Berg kann von Hinterstoder aus über das Prielschutzhaus erreicht werden. Dabei sind etwa 1850 Höhenmeter zu überwinden. Vom Prielschutzhaus führt der markierte Weg durch die Klinserschlucht und von deren Ende durch das Tal zwischen Weitgrubenkopf (2259 m) und Spitzmauer mäßig steil in den Meisenbergsattel westlich des Gipfels. Von dort über Rasenhänge und Felsstufen zum Gipfel.
Durch die Ostwand der Spitzmauer führen einige klassische Touren des Toten Gebirges. Durch den niedrigsten Teil der Nordwand führt der Stodertalersteig, ein Klettersteig der Schwierigkeit B, in den Sattel zwischen Weitgrubenkopf und Spitzmauer.